# Guy Gillette

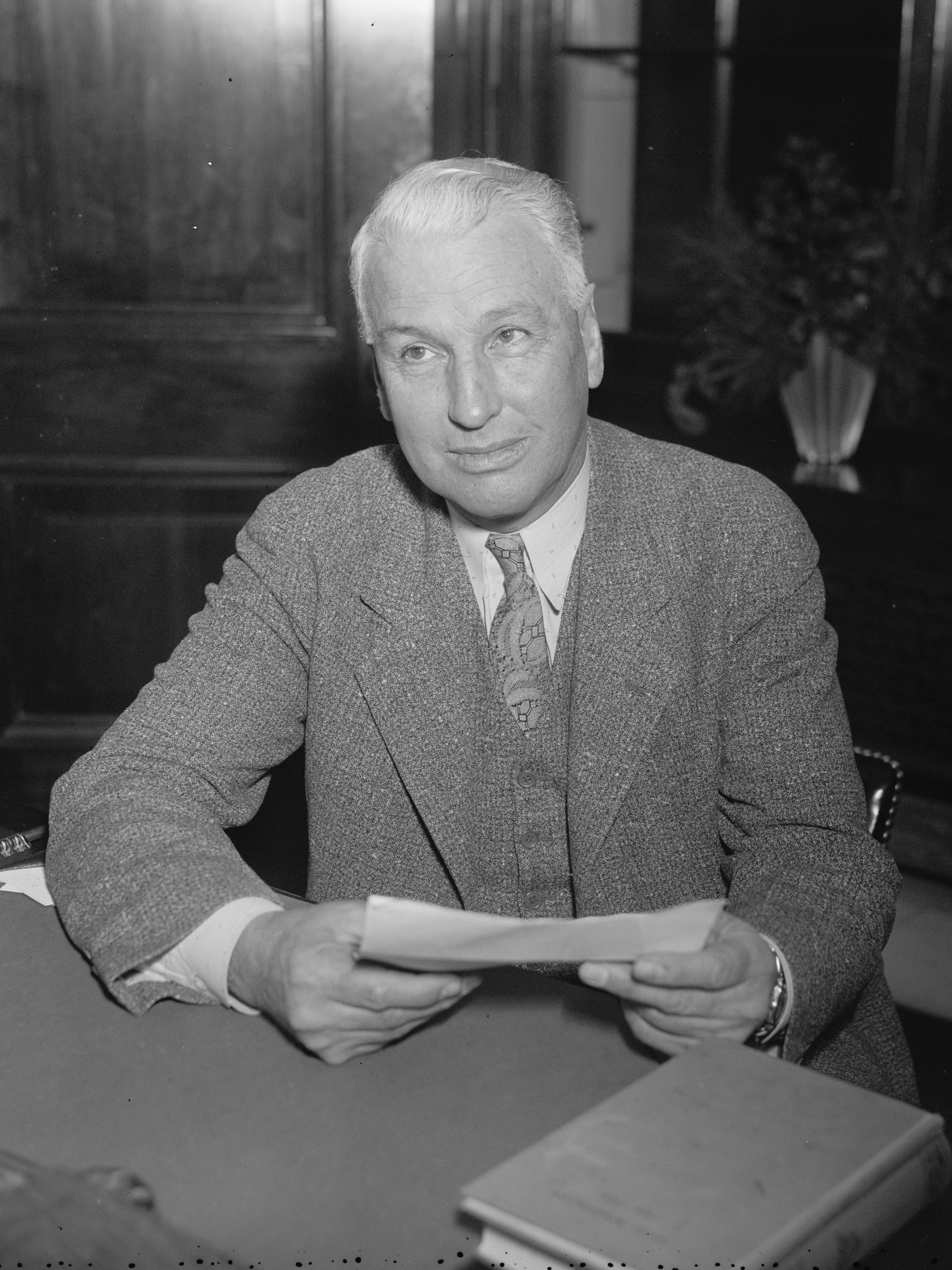
Guy Gillette

Guy Mark Gillette (* 3. Februar 1879 in Cherokee, Iowa; † 3. März 1973 ebenda) war ein US-amerikanischer Politiker (Demokratische Partei). Er vertrat den Bundesstaat Iowa im US-Senat.

## Berufliche Laufbahn
Guy Gillette besuchte die öffentlichen Schulen in Cherokee und studierte anschließend bis 1900 Rechtswissenschaften an der Drake University in Des Moines. Er erhielt dann seine Zulassung und arbeitete in seiner Geburtsstadt. In seiner Arbeit konzentrierte er sich auf landwirtschaftliche Themen und fungierte von 1906 bis 1907 als Stadtanwalt von Cherokee, ehe er von 1907 bis 1909 als Staatsanwalt des Cherokee County amtierte.
In der United States Army diente er 1898 während des Spanisch-Amerikanischen Krieges als Sergeant im „52. Iowa Regiment“. Im Ersten Weltkrieg leistete er von 1917 bis 1919 aktiven Dienst als Hauptmann.

## Politische Karriere
Ab 1912 hatte er einen Sitz im Senat von Iowa und verblieb dort bis 1916. Als Vertreter der Demokratischen Partei wurde er in den 73. Kongress gewählt sowie für den 74. Kongress wiedergewählt und behielt dort bis zum 3. November 1936 sein Mandat im US-Repräsentantenhaus. Er übernahm ab diesem Datum den Platz von Richard L. Murphy im Senat der Vereinigten Staaten, nachdem Murphy bei einem Autounfall ums Leben gekommen war. Gillette hatte seinen Posten bis zum 3. Januar 1939 inne und wurde dann für die neue Amtsperiode (1939–1945) wiedergewählt. Eine Wiederwahl für eine erneute Amtszeit wurde ihm im Jahre 1944 verwehrt.
Gillette wurde im Jahre 1945 Vorsitzender des Surplus Property Board und präsidierte von 1945 bis 1948 die American League for a Free Palestine. Erneut wurde der inzwischen 73-Jährige für die Dauer vom 3. Januar 1949 bis zum 3. Januar 1955 in den Senat der Vereinigten Staaten gewählt. Anfang der 1950er Jahre forderte Gillette als einer der ersten eine Parlamentarische Versammlung der NATO. Er stellte sich im Wahljahr 1954 für eine zusätzliche Amtsperiode zur Verfügung, wurde dann jedoch nicht mehr wiedergewählt. Er blieb jedoch auf dem Capitol Hill und arbeitete von 1955 bis 1956 als Berater für das Post Office and Civil Service Committee des Senats und von 1956 bis 1961 für den Justizausschuss. Seinen Lebensabend verbrachte Gillette in Cherokee, wo er im Alter von 94 Jahren starb. Er wurde auf dem Oak Knoll Cemetery beigesetzt.